# Ruggles of Red Gap
Ruggles of Red Gap is een Amerikaanse filmkomedie uit 1935 onder regie van Leo McCarey. Het scenario is gebaseerd op de gelijknamige roman uit 1915 van de Amerikaanse auteur Harry Leon Wilson. Destijds werd de film in Nederland uitgebracht onder de titel Ruggles dient twee heeren.

## Verhaal
De graaf van Burnstead verliest zijn toegewijde huisknecht Ruggles in een spelletje poker aan Egbert Floud, een miljonair uit het Wilde Westen. Bij zijn aankomst in de Verenigde Staten vindt hij het vreselijk dat hij moet werken voor parvenu's. Hij leert al spoedig wat vrijheid betekent en hij begint een eigen zaak.

## Rolverdeling
| Acteur             | Personage               |
| ------------------ | ----------------------- |
| Charles Laughton   | Ruggles                 |
| Mary Boland        | Effie Floud             |
| Charles Ruggles    | Egbert Floud            |
| Zasu Pitts         | Prunella Judson         |
| Roland Young       | Graaf van Burnstead     |
| Leila Hyams        | Nell Kenner             |
| Maude Eburne       | Ma Pettingill           |
| Lucien Littlefield | Charles Belknap-Jackson |
| Leota Lorraine     | Mevrouw Belknap-Jackson |
| James Burke        | Jeff Tuttle             |
| Dell Henderson     | Sam                     |
| Clarence Wilson    | Jake Henshaw            |